# NGC 6084
NGC 6084 (другие обозначения — UGC 10291, MCG 3-41-143, ZWG 108.168, NPM1G +17.0590, PGC 57575) — галактика в созвездии Геркулес.
Этот объект входит в число перечисленных в оригинальной редакции «Нового общего каталога».